# مالتوسية

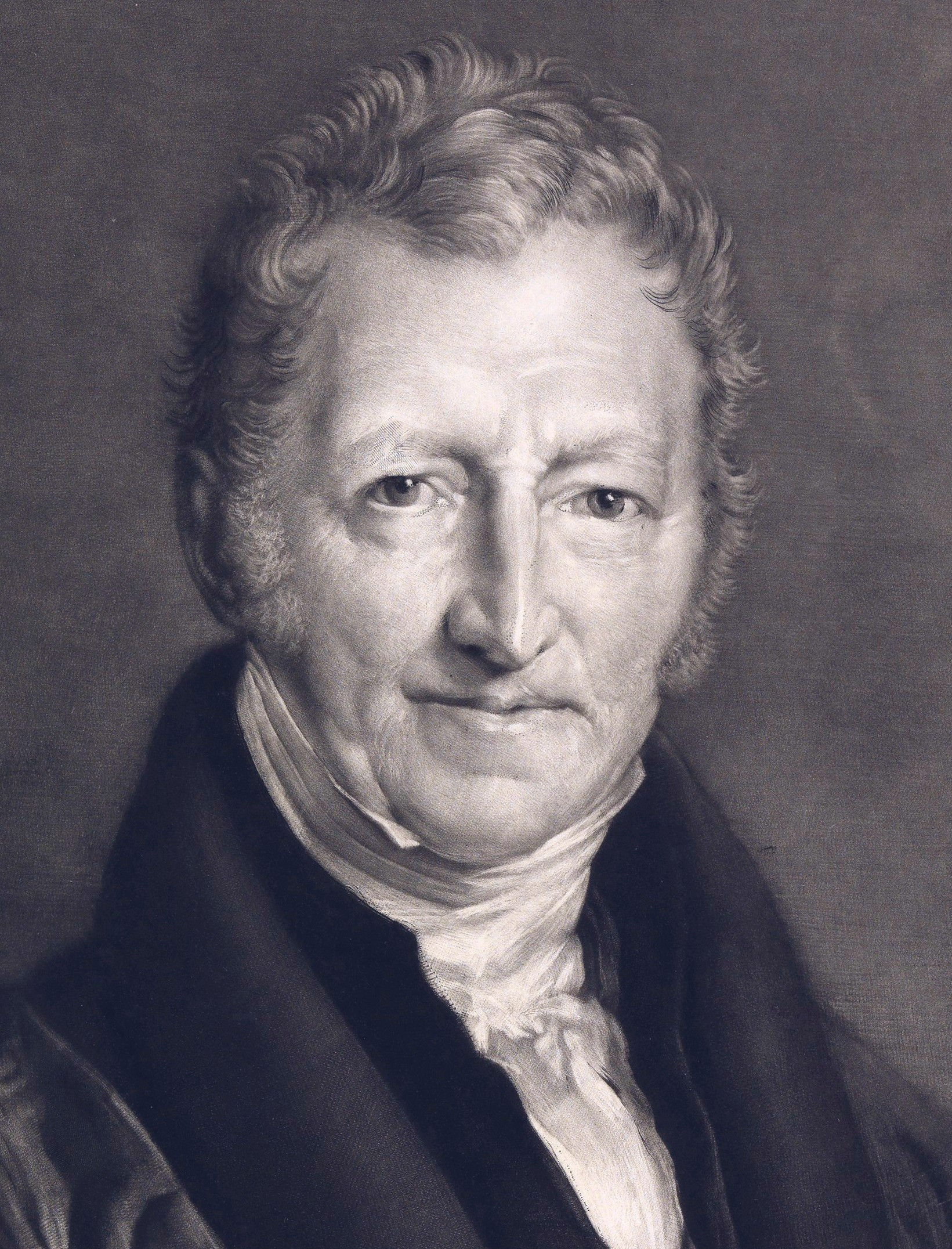

المالتوسية هي فكرة أن النمو السكاني يحتمل أن يكون أسيًا أما نمو الإمدادات الغذائية أو الموارد الأخرى هو نمو خطي، ما يؤدي بالمحصلة إلى تدني مستويات المعيشة إلى درجة قد تسبب الافتقار السكاني. تحدث هذه الواقعة، المسماة بالكارثة المالتوسية (تُعرف أيضًا باسم المصيدة المالتوسية، أو مصيدة السكان، أو الضبط المالتوسي، أو الأزمة المالتوسية، أو شبح مالتوس، أو المأزق المالتوسي) عندما يتجاوز النمو السكاني الإنتاج الزراعي، ما يسبب المجاعة أو الحرب، ويؤدي إلى الفقر وهجرة السكان. لمثل هذه الكارثة حتمًا دور في إجبار السكان (بسرعة كبيرة، بسبب الشدة المحتملة والنتائج غير المتوقعة لعوامل التخفيف المعنية، مقارنةً بالمقاييس الزمنية البطيئة نسبيًا والعمليات المفهومة جيدًا التي تحكم النمو غير المضبوط أو النمو المتأثر بالضوابط الوقائية) على إعادة «تصحيح» وضعهم ليصل إلى مستوى بسيط ومستدام. ارتبطت المالتوسية بمجموعة متنوعة من الحركات السياسية والاجتماعية، لكنها غالبًا ما تشير إلى دعاة التحكم في أعداد السكان.
انبثقت هذه المفاهيم عن الفكر السياسي والاقتصادي للأقتصادي توماس روبرت مالتوس، كما ذُكر في عمله عام 1798، مقالة عن مبدأ السكان. اقترح مالتوس أنه التقدم التكنولوجي بإمكانه أن يزيد من إمداد المجتمع بالموارد، مثل الغذاء، وتحسين مستوى المعيشة، لكن وفرة الموارد ستزيد النمو السكاني، الأمر الذي سيؤدي في النهاية إلى إعادة نصيب الفرد من الموارد إلى مستواه الأصلي. يؤكد بعض الاقتصاديين أنه منذ الثورة الصناعية، خرجت البشرية من المصيدة. يجادل آخرون بأن استمرار الفقر المدقع يشير إلى أن المصيدة المالتوسية ما تزال تعمل. يرى آخرون أنه بسبب نقص توافر الغذاء المقترن بالتلوث المفرط، تظهر البلدان النامية مزيدًا من الأدلة على هذه المصيدة. هناك مفهوم مشابه أكثر حداثة وهو الانفجار السكاني.
المالتوسية الحديثة هي الدعوة إلى التخطيط السكاني البشري لضمان الموارد والتكامل البيئي للمجموعات البشرية الحالية والمستقبلية وغيرها من الأنواع. في بريطانيا، يمكن أن يشير مصطلح «المالتوسية» إلى الحجج التي تدعم أساليب منع الحمل الوقائية، ولهذا السبب، تشكلت منظمات مثل الرابطة المالتوسية. يختلف المالتوسيون الحديثون عن داعمي نظريات مالتوس بشكل رئيسي في دعمهم لاستخدام وسائل منع الحمل. يعتقد مالتوس، وهو مسيحي متدين، أن «ضبط النفس» (أي الامتناع عن ممارسة الجنس) أفضل من وسائل منع الحمل الاصطناعية. أعرب أيضًا عن قلقه من أن تأثير استخدام وسائل منع الحمل سيكون قويًا للغاية في كبح النمو، بما يتعارض مع منظور القرن الثامن عشر المشترك (الذي التزم به مالتوس نفسه) بأن النمو السكاني المطرد ظل عاملًا ضروريًا في استمرار «تقدم المجتمع» بشكل عام. يقلق المالتوسيون الحديثون، بشكل عام، بشأن التدهور البيئي والمجاعة الكارثية أكثر من الفقر، على النقيض من مالتوس.

## صياغة حديثة
طُورت الصيغة الحديثة للنظرية المالتوسية من قبل كومارول أشرف وأوديد جالور. يشير أساسها النظري إلى أنه طالما: (1) الدخل المرتفع له تأثير إيجابي على النجاح التناسلي، و(2) الأرض هي عامل إنتاج محدود، سيكون للتقدم التكنولوجي أثر مؤقت على دخل الفرد. رغم أن التقدم التكنولوجي على المدى القصير سيؤدي إلى زيادة الدخل الفردي، لكن وفرة الموارد الناتجة عن التقدم التكنولوجي ستزيد النمو السكاني، وتؤدي في النهاية إلى إعادة دخل الفرد إلى مستواه الأصلي على المدى الطويل.
الدليل الواضح الذي يدعم هذه النظرية هو أنه خلال الحقبة المالتوسية، تميزت المجتمعات المتقدمة تكنولوجيًا بكثافة سكانية أعلى، لكن مستوى دخل الفرد لم يكن مختلفًا عنه في المجتمعات المتخلفة تكنولوجيًا.